# Антони Гауди
Антони Гауди и Корнет (на каталонски: Antoni Gaudí i Cornet; [ənˈtɔni ɣəwˈði]) е испански архитект от Каталония, един от най-големите новатори в областта по негово време и дълго след това. Характерният му индивидуален стил, описван като смесица от неоготика и ар нуво, носи и белези на сюрреализма и кубизма. Като водеща при него се посочва испанската разновидност на ар нуво, наричана Каталонски модернизъм.

## Ранни години
Роден е на 25 юни 1852 година в испанския град Реус в провинция Тарагона, област Каталуня, в семейството на медникаря Франсеск Гауди и Сера и Антония Корнет и Бертран. След като прекарва дълги години в провинцията, за да лекува ревматизма си, той се мести в Барселона през 1869 г. заедно с брат си. По-късно към тях се присъединява и баща им, след като продава имот в Реус, за да финансира образованието на децата си. През 1873 г. Гауди започва да учи архитектура в Училището за изящни изкуства в Барселона. След като отслужва военната си служба, той започва да работи като чертожник за няколко видни архитекти. През 1876 г. умират родителите му. Две години по-късно той вече е сред първите десет каталонци завършили прерасналото вече във Факултет по архитектура на Барселонския университет училище. Освен традиционните дисциплини – художествена, техническа и научна – младите архитекти се обучават и в историческа и археологическа насока. Целта на това обучение е създаването на архитекти, по-различни от предишните строителни специалисти и академици. От тях се очаквало да бъдат движеща сила във възраждането на каталонската идентичност, като за целта да поемат духа на традицията в каталонското строителство (не само на жилищни и обществени сгради, но и на църкви и манастири), благоустроявайки Барселона с един впечатляващ нов обществен архитектурен фонд, отличаващ се с представителна монументалност.

## Творчество
След като проектира витрина за Световното изложение в Париж по поръчка на един производител на ръкавици, Гауди привлича вниманието на индустриалеца Еузеби Гуел и Бацигалупи, който по-късно се превръща в меценат и покровител на младия архитект. Скоро получава и ред поръчки за декорацията на църковни интериори.
1883 г. е особено ключова в творческия път на Гауди. През тази година започва ред важни проекти, един от които остава емблематичен, както за творчеството му и каталонския модернизъм, така и за стила ар нуво въобще.

### Къща „Висенс“
Най-напред започва строежът на къща „Висенс“ на една тясна уличка, която днес се нарича Улица на Каролините. Поръчката е от агента за недвижими имоти Мануел Висенс и Монтанер. По това време Гауди е почти без опит. Получил току-що сертификат за архитект (на 15 март), той трябва да се заеме с първата си жилищна сграда, и то разгърната на не особено голямо пространство.
Цялостната концепция на постройката се формира около изграждането на една алтернативна реалност за обитателите на дома, малък свят, откъсващ влезлия вътре от външното пространство. Къщата е огромна триетажна резиденция с особено вътрешно осветление и оригинална вентилация (изобретение на Гауди).
Първото впечатление – маниер, който е ярко характерен за творчеството на Гауди – е ударно още при външния вид на постройката: богата орнаментална украса в стил мудехар с впечатляващ усет към детайла. В силуета на сградата изпъква умелото разчленяване на иначе простата конструкция, което се забелязва и в интериора. Забележителни са множеството тухлени конзоли и ъгловата кула, както и богатата облицовка на фасадата от тухли, керамични плочки и др.
Гауди проектира и впечатляващия интериор – мебели, врати, както и стенната украса от папиемаше. Стиловата еклектика тук е още по-силно изразена. Дневната има впечатляващ вид, като от илюстрация на „1001 нощ“. С ярко подчертания арабски интериор тя прехвърля присъстващия – волно или не, в една алтернативна реалност. В същото време трапезарията, най-пищно украсеното помещение в къщата, е в типичен ар нуво стил. Стените са покрити с изображения на птици и с ластари с флорални мотиви. Но за тях има малко място. По-голямата част от стените е покрита с мебели и редица корнизи. Това придава неповторима топлота на интериора. Трегерите на тавана са видими и канелирани. Мястото между тях е оформено с щукатура във формата на череши.
Въображението на Гауди не знае граници. Таванът на малката стая на първия етаж е украсен с добре познатия от барока псевдо-купол – чрез брилянтна игра с перспективата наблюдателят се залъгва, че над себе си вижда истински купол, през който се виждат дори облаци. Това обаче в действителност е просто реалистичен стенопис.

### Вила „Ел Капричо“
Същата година бъдещият маркиз на Комияс Максимо Диас де Кихано, девер на Гуел, поръчва на Гауди да проектира морската му резиденция в Сантандер. Вилата „Ел Капричо“ е впечатляваща с богатата си орнаментална украса. Тя е облицована с двойна глазура, а отгоре – декорация от грубо дялани камъни, разноцветна зидария и майолика с изящен релефен мотив със слънчогледи. Вътрешното пространство е аналогично на това на „Висенс“.

### Катедралата „Светото семейство“
По препоръка на бившия си преподавател Жоан Марторел и Монтелс на 3 ноември Гауди е въвлечен в начинание, което впоследствие става най-емблематичният паметник на неговото творчество. По инициатива на Духовната конгрегация и на вярващите в Св. Йосиф е започнат строежът на храм, посветен на Иисус Христос и родителите му на земята – Йосиф и Мария. Храмът логично получава името „Светото семейство“ (на испански: Sagrada Familia, Саграда Фамилия). Гауди решава да създаде един грандиозен паметник, изпъстрен с множество скулптури и с монументалното излъчване на класическите католически катедрали. Той прави план, подобен на латински кръст. По време на гражданската война плановете са опожарени, впоследствие от 1940 г. започва дострояването ѝ, което се очаква да завърши след 2032 г.
Сградата има три фасади, като над всяка се издигат величествени кули. Източната фасада е украсена с изображението на сцената „Рождество Христово“, западната – със „Страстите Христови“, а южната, където е и главният вход, е украсена с композицията „Славата Божия“. Планът на катедралата се състои от наос, четири странични кораба по главна ос и три в трансепт. Там, където се пресичат централният кораб и трансепта, архитектурното пространство се увенчава от голям свод, над който се извисява внушителна кула, завършваща с висока лантерна. Тя се издига на 170 m над земята, а около нея – още четири по-малки кули. Кулата над апсидата е посветена на Дева Мария и е украсена с дванадесет звезди. Всъщност именно кулите са най-забележителни в силуета на постройката. Общо осемнадесет по план, те придават пищно и величествено излъчване на катедралата. До днес са построени едва осем.

### Имение „Гуел“
В същата 1883 г. Гауди започва и работата си върху имението Гуел. Задачата на архитекта е да обнови френския парк, разположен сред обширните земеделски земи край Барселона, собственост на Гуел. Имението съдържа три постройки – две конюшни, разположени пред градината, където минава пътят, и една вила. И в трите сгради могат да бъдат уловени две стилови линии: едната – влияние от страна на мавританските постройки, които ги предхождали, а другата – изцяло нова концепция от страна на Гауди.
Къщичката на портиера представлява едноетажен октагон, увенчан със своеобразен купол. Между нея и конюшните лежи едно от най-забележителните творения на Гауди – първото, в което се забелязват красноречиви влияния от ар нуво, а именно портата от ковано желязо (материал, към който архитектът има особено отношение). Широка над 4,5 м, тя се състои от едно-единствено парче метал; закрепена е шарнирно само от едната страна. Поради това се налага използването на доста висок ок. Вратата е прикачена към колона с изображение на дърво със златни ябълки. Долната част на самата порта представлява плетеница от извити пръти. В ромбовидните отвори на тази мрежа са поставени плочки от ковано желязо. Върху тази основа стои (в горната половина на портата) дракон с разперени крила и зинала паст. Така в композиция с дървото той представлява митологема от древногръцкия мит за последния дванадесети подвиг на Херакъл (Херкулес) – той трябвало да донесе от градината на Хесперидите, Атласови дъщери, трите златни ябълки от златното дърво на Хера.
Самата вила е изградена от три части в L-образен план. В централната част, отново с октагонална основа, се помещава голяма всекидневна. И тя както портиерската къща е увенчана с купол, изграден по специална каталонска строителна техника. Отстрани на централната част са разположени две значително по-малки крила. Спалните на горния етаж отново са засводени и увенчани с впечатляващи комини с декоративна керамична облицовка. Носещите части на стените и ъглите им са тухлени, а останалата част – глинена. Глината предоставя добра изолация. Тя е облечена в бетонни плочи, следвани от зидария с тъмночервени тухли. Това е един от редките случаи, в които архитектът залага на евтини материали и въпреки това постига блестящо ефекта на мудехар.

### Дворец „Гуел“
През следващите години Гауди работи неуморно по започнатите проекти, като това далеч не го спира да се захване с нови начинания. Във време на динамично развитие на Барселона Еузебио Гуел решава, че е крайно време да се сдобие със своя резиденция в центъра на самия град. Повод за това е предстоящото Световно изложение, като целта на индустриалеца е да заяви важното си обществено положение и амбиции в областта на изкуството. Ала той поставя трудна задача на архитекта. Гауди трябва да работи на площ от 16,5 х 20,1 м, което далеч не е пространство, достатъчно за резиденция.
Работата върху бъдещия дворец „Гуел“ започва през 1886 г. Гауди работи неуморно, като за фасадата прави двадесет и пет различни плана. В крайна сметка той залага на един изненадващо строг екстериорен профил. Партерът има внушителен вид с две високи и скосени арки с тежки порти от ковано желязо. В горната част на портите е поместен гербът, който Гауди проектира за Гуел. Между двете арки е поместен цилиндър от ковано желязо със забележително сложна конструкция (плетеница от панделки с флорални мотиви), увенчан с излитащ орел.
Вътрешността на сградата впоследствие предизвиква ред спорове. Тя е огромно по площ жилищно пространство с подчертано монументално внушение. Това е причината, поради която съпругата на Гуел не го харесва. Това е и причината някои критици да обявят двореца за „вавилонски“ и за израз на необуздан и излишно показен лукс. Интериорът е звуково и визуално изолиран от външния свят. Впечатлява със смесицата от сценографски и перспективни ефекти, както и с внушенията на стиловите влияния – неоготика и мудехар. Централното помещение създава впечатление за огромен вътрешен обем, макар да е с площ едва малко над 8 m² и с височина почти 16 m. Причината за тази изключителна височина е, че тази стая е с отворен таван по протежение на всички етажи, чак до покрива, където е увенчана с грамаден параболичен купол, в който има редица малки отвори. В центъра на купола Гауди прави един по-голям отвор, който на свой ред е надстроен с островърха кула с още остъклени отвори, които пропускат светлина към помещението. Светлинният ефект е впечатляващ – осеяно със звезди небе по всяко време на денонощието (за което нощем се грижат инсталирани в близост до кулата прожектори).
Гауди обръща особено внимание на таваните в останалите помещения. Те са щедро украсени с богати орнаменти от дървесина, главно евкалиптови и кипарисови панели, допълнени от декорирани железни елементи. Наред с всичко останало Гауди проектира интериора и мебелировката. От една страна са множеството резбовани парапети с реминисценции от мудехар, от друга – аплиците от ковано желязо и мебелите в един своеобразен, ярко индивидуален ар нуво стил и накрая – конструктивните неоготически елементи.
По традиция покривната тераса и в това творение на Гауди е използваема. Вентилационните решения са впечатляващи. На покривната тераса комините на осемнадесетте камини и върхът на кулата са превърнати в истински авангардни скулптури в различни варианти – облицовани с керамична мазилка или оставени в груб камък или теракота.
Именно тази постройка изважда Гауди от анонимността. Сградата е широко обсъждана в пресата (дори в английската), като публикации за нея има чак в Америка. Тя остава единствената сграда по негов проект, която е напълно завършена и непокътната днес. През 1984 г. ЮНЕСКО я обявява за паметник на световното културно наследство. Понастоящем е музей.

### Манастир и училище на ордена на Света Тереза от Авила
През 1889 г. все още младият орден на Света Тереза от Авила (осн. 1876) започва строежа на собствен манастирски комплекс в околностите на Барселона. Още същата година свещеникът Енрик д'Осо и Сервело, основател на ордена, възлага на Гауди завършването на постройката, като му предоставя един относително оскъден бюджет. Освен това той, както и при катедралата „Светото семейство“ трябвало да се съобрази с дизайна на предишния архитект. От главната сграда на ордена вече бил построен първият етаж. Въпреки това горните етажи носят неповторимия отпечатък на Гауди.
Постройката е с правоъгълен план. Финансовите ограничения карат Гауди да използва обикновени материали, като успява да им придаде и привлекателна декоративна функция. Предната фасада на сградата е разполовена вертикално от ризалит, който побира в себе си главния вход на партерния етаж и верандата на двата горни. Той не обхваща само последния етаж, където е увенчан с балкон. В четирите ъгъла на сградата Гауди прави островърхи глинени кули, в чиито основи поставя керамичен герб на ордена. Във фасадата гербът се повтаря общо шест пъти, като най-забележителен е този над главния вход, под последния ред прозорци на ризалита. Освен това във фасадната украса се забелязват и инициалите на Света Тереза – S.H.S., изработени от тъмночервена глазирана керамика. Профилът на сградата напомня средновековен замък, за което допринасят островърхите зъбери на покрива.
Във вътрешното пространство Гауди помества два вътрешни двора. Те са заобиколени от коридори и са отворени към небето. Обичайно подобна конструкция би изисквала две носещи стени по протежението на сградата, които действително съществуват, но само на партерния етаж. В горните етажи Гауди ги замества с гъсто разположени в обиколните коридори копиевидни арки, носени от съвсем тънки колони и облечени в гипс, отразяващ светлината от множеството прозорци, гледащи към дворовете.

### Епископският дворец в Асторга
През 1886 г. Жоан Батиста Грау и Валеспинос – свещеник от Реус, е ръкоположен за епископ на Асторга, провинция Леон. На следващата година злощастен пожар унищожава епископския дворец на града и той възлага на вече прочутия в Испания Гауди да му построи нова резиденция. Но договорът не бил съвсем навременен за архитекта. Той все още бил много ангажиран с работата върху двореца „Гуел“ и разбира се, продължавала неуморната работа по „Светото Семейство“. Освен точни планове на обекта, върху който ще работи, Гауди изискал и фотографии на околността. Това било важно за дизайна на екстериора. Грау пристига на обекта, когато строежът вече е започнал. Той е възхитен от проекта, но Академията за изящни изкуства Сан Фернандо в Барселона, която наблюдава и одобрява строителството на обществени сгради – не. Гауди на два пъти ревизира плановете, за да угоди на Академията. Той успява да наложи част от концепциите си единствено благодарение на ходатайството на епископа.
Няма по-точно определение за стила на сградата от неоготика. Гауди се придържа стриктно към историческите модели, като дори използва френски готически капители в ордерите на партера. Като основен материал са използвани солидни блокове от бял гранит. Централната част представлява квадрат с четири цилиндрични кули и издадени части. Покривът е пирамидален, заобиколен от назъбен парапет. Сградата впечатлява още с предната си фасада, всмукваща наблюдателя през големия вход, оформен от три арки – две с профил „Тюдор“ и една равностранна (най-външна от трите). Наклонени външни подпори го разделят на три. В задната част на сградата е апсидата на параклиса, заобиколена от три по-малки. Въпреки всичко Гауди не копира. Той тушира всички готически елементи с изключение на тези в трапезарията. Въпреки това сградата е сочена като най-ярък пример на испанската неоготическа архитектура.
Гауди оформя един строг интериор. Ребрата на сводовете са украсени с тъмночервена глазирана керамика, преобладава готическият дух.
Строежът спира преждевременно през 1893 г. заради смъртта на Грау. С нея пада и покровителството над проекта на Гауди. Администрацията на епархията не показва особено уважение към плановете му и той изоставя проекта, като се заклева никога повече да не стъпва в Асторга. Проектът е поет от Рикардо Гарсия Гарета, който го завършва между 1907 и 1914 г. Въпреки това сградата не става за обитаване чак до 1961 година. Но Гарета променя значително горните етажи, унищожавайки безвъзвратно целостта на оригиналното оформление. Сградата така и не е използвана като епископски дворец. Днес е музей.

### Къща „Фернандес и Андрес“ (къща на Бонинесите)
С установяването на социални контакти с множество заможни хора поръчките за Гауди нарастват значително. Докато все още работи върху епископския дворец в Асторга, той получава поръчка за построяването на сграда в Леон. По това време Леон е градче с население от около 16 000 души и няма особено архитектурно значение. Единствените по-забележителни сгради в града били катедралата, строена между 13 и 15 век, манастирът Св. Марко и един семпъл ренесансов дворец.
Дизайнът на Гауди обаче не пасвал особено на градския стил. Външният вид на основите на сградата накарал някои хора да възроптаят срещу липсата на колони. Когато Гауди поставя основите на ъглови кули в конструкцията на първия етаж, дори се появяват опасения, че сградата може да рухне.
Инвеститорите на сградата – заможните братя търговци Мариано Андрес и Симон Фернандес (приятели на Гуел) – искали представителна сграда с търговски цели на видно място. С чисто комерсиални подбуди те пожелали и няколко апартамента на горните етажи. Гауди стриктно се съобразил с този принцип. Той проектира внушителна неоготическа постройка с умерена употреба на орнаментални компоненти и рустикални гранитни фасади, заемаща трапецовиден парцел на пл. „Сан Марко“ в близост до Леонската катедрала. Монументалното внушение от правоъгълния, „набит“ профил на сградата и рустикалната ѝ облицовка са подчертани от грубите и силно издадени корнизи по протежение на фасадата, които на границата с покрива оформят монолитни рамки на таванските прозорци. Този похват придава на сградата по-скоро сковано, спартанско излъчване, отколкото пищност. Крепостното внушение е подчертано от четирите еркерни ъглови кули с островърхи покриви, както и от близко разположената до стената на сградата метална ограда, прекъсната единствено при двата входа – един за търговската и един за жилищната част. Тази ограда е изработена от любимото на Гауди ковано желязо, където усукани метални пръчки се преплитат в ромбовидна мрежа.
Скелетът на сутерена и партерния етаж е съставен от железни колони и греди, облечени в тухли. Така тези два етажа са напълно освободени от носещи стени – маниер, по-късно характерен за творчеството на каталонеца. Отгоре жилищната част е построена изцяло върху носещи стени, стъпили на желязната структура отдолу. За строежа Гауди наема група каталонски зидари, ръководени от майстор Клауди Алсина, с когото архитектът работи и над къща „Висенс“ и „Светото семейство“.
Над главния вход Гауди поставя каменна скулптура на Св. Георги със змея, дело на приятеля му Лоренс Матамала. През 1950 г. се появява предложение вече увредената статуя да бъде махната, но то среща яростен отпор и в крайна сметка е решено да бъде платено за реставрацията на статуята през следващата 1951 г. При свалянето ѝ зад нея е открита оловна тръба, в която са намерени оригиналните планове на къщата, подписани от Гауди.
Днес сградата приютява местната спестовна каса.

## Последни години
На 7 юни 1926 г. Антони Гауди е блъснат от трамвай номер 30. Съществува широко разпространен слух, че Гауди е блъснат в деня на откриване на трамвайната линия в Барселона, но истината е, че първият трамвай е пуснат много години по-рано. Първоначално никой файтонджия не иска да го вземе и да го откара в болница, тъй като джобовете му са празни и няма възможност да си плати. Впоследствие е откаран в болница за бедни, където е разпознат едва на следващия ден от свои приятели, тръгнали да го търсят. На тяхното желание да го преместят в по-елитна болница, той отказва с думите: „Тук, сред бедните е моето място“. На 10 юни умира, оставяйки незавършено творението на живота си – катедралата „Светото семейство“.

## Галерия
- Епископският дворец в Асторга, провинция Леон, Испания, 1889 – 1893
- Административна сграда в парк „Гуел“, бул. „Олот“, Барселона, 1900 – 1914 г.
- Къщи „Аматлер“ (не е на Гауди) и „Батло“, алея „Грасия“ №43, Барселона, 1904 – 1906